# Charles-Eugène de Valperga de Maglione
Pour les articles homonymes, voir Valperga (homonymie).
Charles-Eugène de Valperga de Maglione, né à Valperga le 11 août 1740 et mort à Turin le 20 mars 1803, est un ecclésiastique qui fut évêque de Nice de 1780 à 1792.

## Biographie
Charles-Eugène de Valperga de Maglione nait à Valperga, près de Turin. Il obtient un doctorat en théologie le 7 juillet 1762 et il est ordonné prêtre le 17 décembre 1763. Il est alors nommé « gouverneur du collège des Provinces », fonction qu’il assume pendant de nombreuses années jusqu’au moment où il est promu « aumônier de la cour de Turin » le 26 janvier 1780 ; il n’exerce pas cette charge, car dès le 27 janvier il est nommé évêque de Nice. Il reçoit à Rome la consécration épiscopale le 28 mars, dans l'église San Carlo ai Catinari, du cardinal Hyacinthe Sigismond Gerdil, assisté de l’archevêque titulaire d'Athènes, Joseph Marie Contesini, et de l’évêque de Cyrène (de), Pierre Louis Galetti. Le 10 septembre 1780 il fait prendre possession du siège épiscopal par un procureur le chanoine Caméran, prévôt du chapitre, et le 15 octobre suivant Valperga fait son entrée solennelle dans sa ville épiscopale,
Pendant la Révolution française et après l'instauration de la constitution civile du clergé, il accueille dans son diocèse de nombreux ecclésiastiques émigrés ou fuyant les persécutions. Après l'entrée des troupes françaises à Nice, l'évêque se retire à Turin le 30 septembre 1792. Malgré L'annexion du comté de Nice et la création du département des Alpes-Maritimes en 1793 le gouvernement révolutionnaire n'instaure pas le culte constitutionnel, les églises restent ouvertes et le vicaire général Gardelli assure la permanence du culte catholique. Pendant ce temps l'évêque réside à Turin jusqu'à sa résignation le 13 octobre 1801 à la demande du pape Pie VII qui avait conclu le concordat le 10 septembre précédent. Il meurt à Turin le 20 mars 1803.